# Horta Ca l'Alfonso de Montblanc
L'Horta Ca l'Alfonso de Montblanc està ubicada a la sortida del poble a prop de l'estació de ferrocarrils. És una finca on es feia el planter per als pagesos de la vila de Montblanc. Té una caseta rural d'esbarjo construïda el 1926 amb decoracions d'estil modernista tardà molt clarament representades en el carenat i els guardapols de les finestres.
Des del 2013 a la finca hi ha els horts socials i ecològics de l'Ajuntament de Montblanc.